# HD50280
HD50280 — хімічно пекулярна зоря спектрального класу
B9 й має видиму зоряну величину в смузі V приблизно  9,3.

## Пекулярний хімічний вміст
Зоряна атмосфера HD50280 має підвищений вміст 
Si
.